# Київський швидкісний трамвай
Ки́ївський шви́дкісний трамва́й — мережа швидкісних ліній київського трамвая, що складається з двох ліній, якими курсують п'ять маршрутів. Перша лінія сполучає залізничний вокзал і житловий масив Борщагівка (правий берег Дніпра), а друга — станцію міської електрички Райдужний з житловим масивом Вигурівщина-Троєщина (лівий берег Дніпра).
30 грудня 1978 року в Києві стала до ладу перша в Радянському Союзі лінія швидкісного трамвая побудована за ініціативою Володимира Веклича та Василя Дяконова. Він фізично інтегрований у міську трамвайну мережу. Проте через те, що лівобережна і правобережна мережа київського трамвая не мають зв'язку, фактично дві лінії повністю відокремлені одна від одної. Київський швидкісний трамвай вважають класичним прикладом швидкісного трамвая.
З 1 жовтня 2020 року обіг паперових квитків припинили на Троєщинській лінії швидкісного трамвая, а з 1 грудня 2020 року повністю на електронний квиток перейшов швидкісний трамвай на Борщагівці.

## Історія

### Будівництво і розширення правобережної лінії (1975—1980-ті)
У середині 1960-х років у Києві почалося активне будівництво житлового масиву Борщагівка, внаслідок чого виникла потреба в організації маршруту міського транспорту до центру міста з провізною здатністю близько 16-17 тисяч пасажирів в годину в одному напрямі. Розглядалися два варіанти розв'язання цієї задачі: поєднаний трамвайно-автобусний маршрут і інноваційна пропозиція Володимира Веклича — тролейбусні поїзди з трьох машин, що працюють за його системою (рішення екологічне і менш шумне).
На початок 1970-х через розширення географії будівництва до нового маршруту були підвищені вимоги по провізній здатності до 25 тисяч осіб в годину в одному напрямі. Рентабельного рішення для організації маршруту з такою провізною здатністю в СРСР у той час не існувало (для будівництва метро потрібні 40 тис. чол./годину).
Ідея будівництва першої в СРСР лінії швидкісного трамвая виникла після участі представників від України Володимира Веклича і Василя Дьяконова у 37-му конгресі Міжнародного союзу громадського транспорту, який проходив у Барселоні (Іспанія) в травні 1967 року. Під час поїздки вони ознайомилися з перевагами швидкісного трамвая і, повернувшись додому, в звіті про відрядження рекомендували побудувати таку лінію в Києві.
Їх рекомендації були розглянуті і підтримані на колегії МЖКГ УССР та реалізовані в постанові Ради Міністрів СРСР № 538 від 13 липня 1970 року. Особливо корисним стало їх четверте спільне відрядження в грудні 1970 року у Брюссель, де вони ознайомилися з досвідом експлуатації однієї з найсучасніших на той час лінії швидкісного трамвая, що було узагальнено у звітах та книзі. Незважаючи на активне запозичення закордонного досвіду, більшість застосованих технічних рішень розроблялися в Києві, оскільки не було навіть елементної бази для створення аналогів західної автоматики. Рішення про проведення таких робіт у НДКТІ МГ було прийняте на колегії міністерства житлово-комунального господарства УРСР у 1973 році. На цій же колегії Веклич В. П. був затверджений на посаді директора НДКТІ МГ. Як керівник КТТУ, Василь Дьяконов займався загальним керівництвом проєкту, а Володимир Веклич, як директор НДКТІ МГ, керував його технічною частиною. Розроблена під керівництвом Володимира Пилиповича система інтервального регулювання руху трамваїв по більшості параметрів була кращою за іноземні аналоги.
Проєкт лінії розроблений фахівцями «Київпроєкту» під керівництвом Марії Савченко.
Правобережна лінія Київського швидкісного трамвая стала найпершою лінією швидкісного трамвая в СРСР. Перша ділянка траси була введена в експлуатацію 1 лютого 1975 року, та працювала в не швидкісному режимі. Єдиним маршрутом став № 3, який їздив від Вокзалу до Редукторного заводу (8 км). 1 січня 1977 року було відкрито маршрут № 1 Палац Спорту — Вулиця Сім'ї Сосніних (теперішня назва — Вулиця Зодчих) (26 км), а маршрут № 3 продовжено до Кільцевої дороги.
1 вересня 1977 року маршрут № 3 змінено: «Площа Перемоги» — «Кільцева дорога» (19 км).
30 грудня 1978 року лінія запрацювала у швидкісному режимі.
28 грудня 1984 року маршрут № 1 продовжений до вулиці Булгакова (30 км).

Панорама правобережної лінії швидкісного трамваю (ж/м Відрадний)

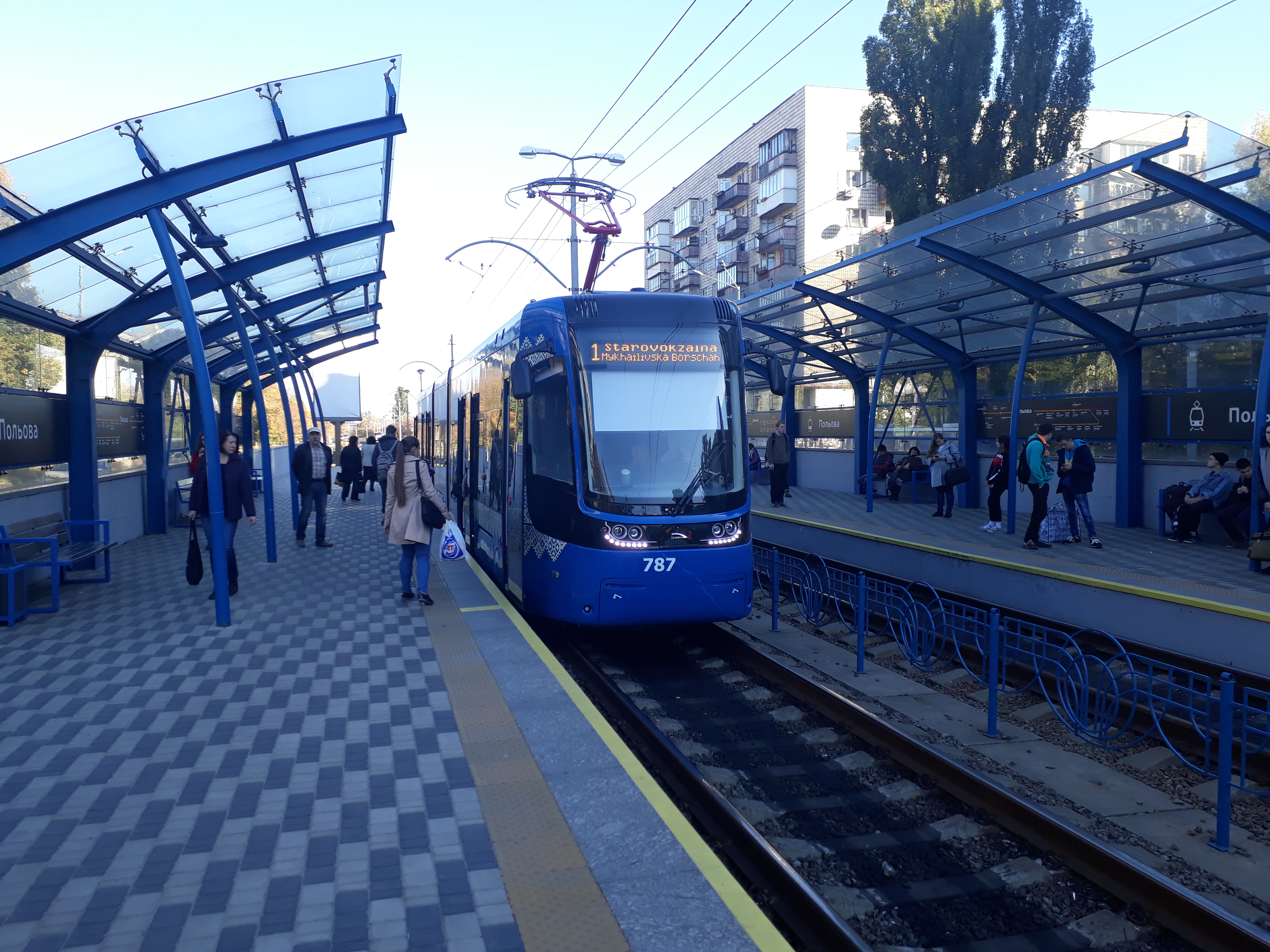
Станція «Олекси Тихого» правобережної лінії після реконструкції.

Існували плани щодо продовження лінії швидкісного трамвая від площі Перемоги до залізничного вокзалу, в район Великої Васильківської вулиці, далі тунелем до бульвару Лесі Українки та Моста Патона з пересадкою на станції метро «Вокзальна», «Палац Україна», «Печерська», проте ці плани не були зреалізовані

### Будівництво лівобережної лінії (1993—2000)
Після того як для здешевлення проєкту було відкладене будівництво Лівобережної лінії Київського метро, було вирішено будувати другу лінію швидкісного трамвая з метою сполучення житлового масиву Вигурівщина-Троєщина зі станцією метро «Лівобережна».
Будівництво почалося у 1993 році. Був споруджений будівельний майданчик поблизу сучасної станції «Каштанова», туди були завезені рейки. Проте згодом з'явилися значні проблеми з фінансуванням проєкту. Перший з чотирьох шляхопроводів над трамвайною лінією (поблизу станції «Сержа Лифаря») був зданий в експлуатацію у 1995 році. Будівництво інших велося вкрай повільно.
У 1999 році керівництвом міста було дано наказ закінчити будівництво лінії до Дня Києва у 2000 році. Але ділянку до станції метро «Лівобережна» побудувати за рік було вкрай важко. У зв'язку із цим першу чергу будівництва було вдвічі зменшено.
Навесні 2000 року було закінчено роботи по зведенню трамвайного мосту над проспектом Романа Шухевича, де зараз знаходиться однойменна зупинка. На початку травня 2000 року здійснено випробування лінії, а в День Міста, 26 травня 2000 року, лінія була урочисто відкрита Київським міським головою Олександром Омельченком.

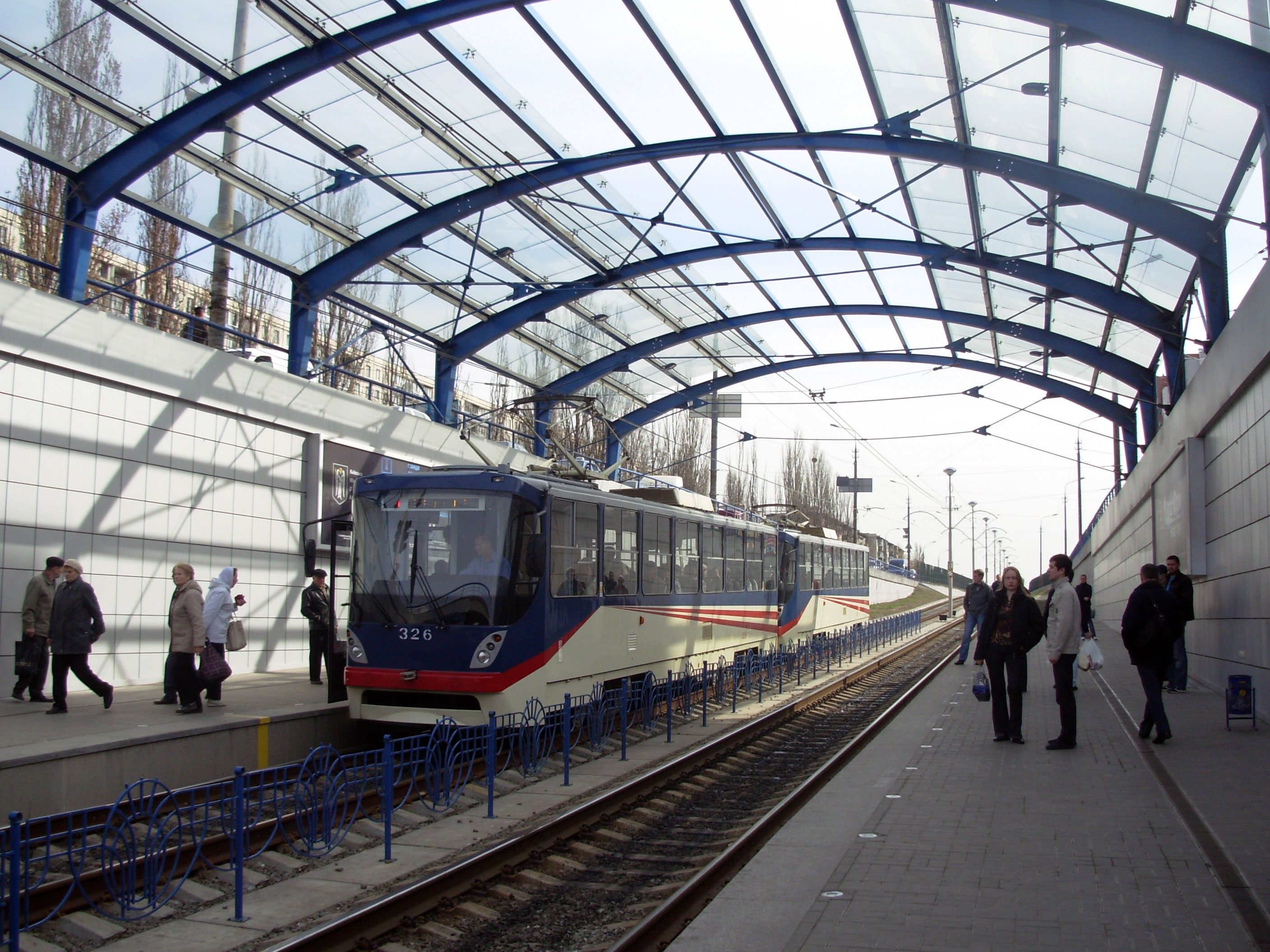
Станція «Гната Юри» правобережної лінії після реконструкції. 2011 рік

Другою лінією швидкісного трамвая курсував маршрут № 2: швидкісною ділянкою від проспекту Романа Шухевича до зупинки «Милославська» та нешвидкісною від зупинки «Милославська» до зупинки 28-го трамвайного маршруту «Вулиця Сабурова» (теперішня назва — Вулиця Сержа Лифаря). На відміну від першої лінії, по цій лінії трамваї курсували лише до 18-ї години, а у вихідні — до 15 години, при цьому інтервал руху трамваїв сягав пів години та більше. Основний пасажиропотік складали відпочивальники, що їхали з Вигурівщини-Троєщини на протоку Десенку, оскільки маршрут був збитковим і непотрібним, бо пролягав в межах одного мікрорайону.

### Реконструкція правобережної лінії (2001—2011)

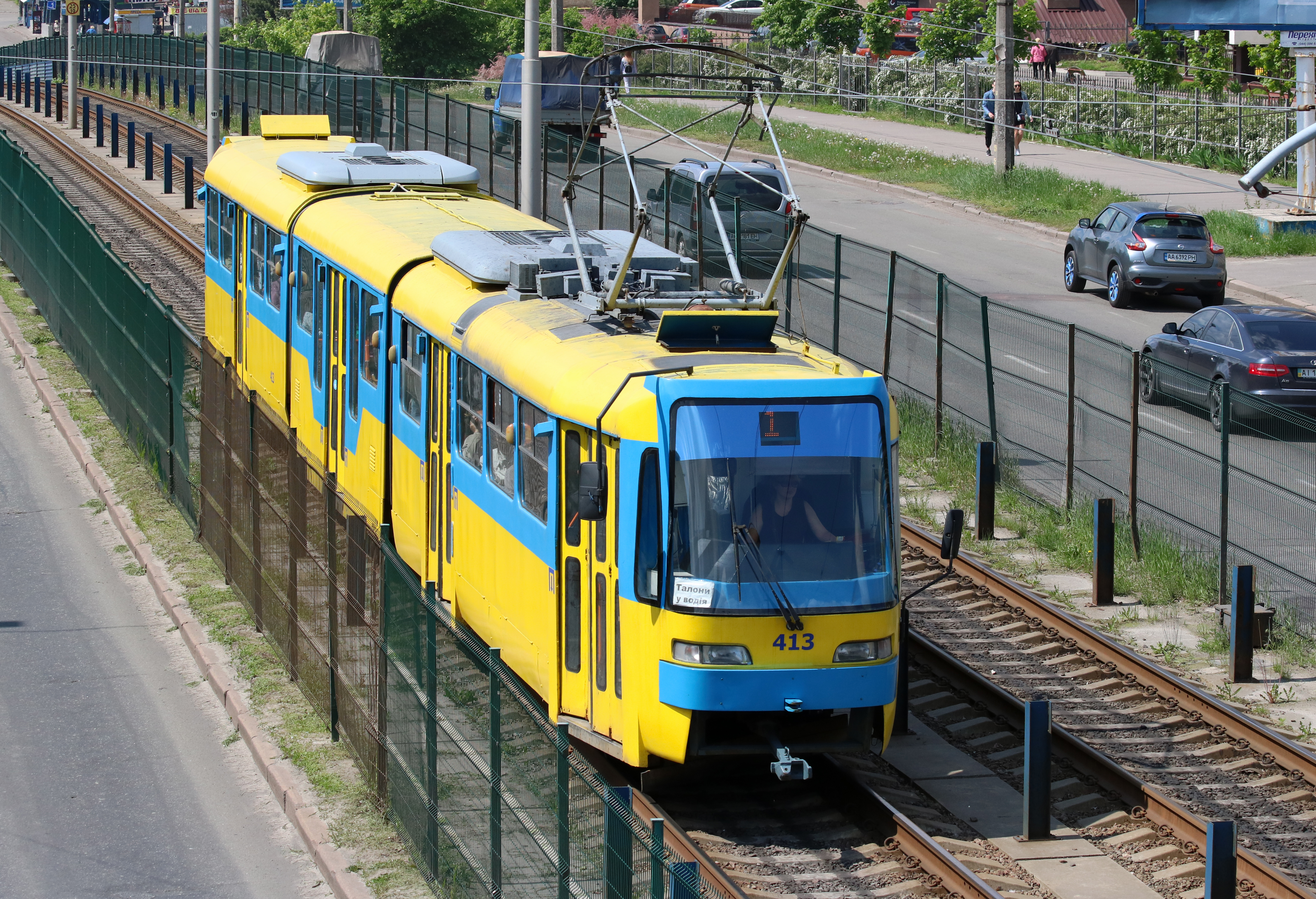
Трамвай типу Tatra KT3UA на правобережній лінії швидкісного трамвая

З кінця 1999 року влада міста планувала розпочати реконструкцію швидкісної лінії. 1 червня 2001 року відбулося закриття пасажирського руху по вулиці Саксаганського і демонтаж трамвайного розворотного кільця біля Палацу Спорту, тому трамвайний маршрут № 1 (Палац спорту — Вулиця Булгакова) був закритий, замість нього відкрився маршрут 1-к Вулиця Старовокзальна — Михайлівська Борщагівка. У 2005 році маршрут № 1-к перенумеровано у маршрут № 1.
9 червня 2007 року розпочалася реконструкція швидкісного трамвая. Згідно з проєктом планувалося реконструювати лінію за 30 місяців. На першому етапі було закрито ділянку «Гната Юри» — «Кільцева дорога», з 1 серпня 2007 року — ділянку «Вулиця Старовокзальна» — «Площа Перемоги». У цей час трамваї трамвайний маршрут № 1 був знову перенумерований у 1-к і скорочений до станції «Площа Перемоги», а маршрут № 3 тимчасово закритий.
26 листопада 2007 року було завершено реконструкцію розворотного кільця на вулиці Старовокзальній, а 7 квітня 2008 року — на ділянці «Гната Юри» — «Кільцева дорога» і відновлено рух маршруту № 3.
8 квітня 2008 року закрито ділянку «Площа Перемоги» — «Повітрофлотська», а для розвороту трамваїв побудоване тимчасове кільце біля Центрального РАГСу. На цей час кінцевою зупинкою для маршрутів №№ 1-к і 3 була станція «Політехнічна». Розворотне кільце на станції «Площа Перемоги» демонтоване
10 жовтня 2008 року була закрита ділянка «Політехнічна» — «Івана Лепсе», а рух трамвайних маршрутів №№ 1 і 3 був відновлений до Старовокзальної вулиці в об'їзд через Лук'янівку, для чого була побудована тимчасова з'єднувальна гілка біля станції «Івана Лепсе».
13 червня 2009 року у зв'язку із закриттям на реконструкцію ділянки «Івана Лепсе» — «Гната Юри» тимчасово повністю припинений рух трамвайних маршрутів №№ 1 і 3, а також роботу депо імені Шевченка.
Починаючи з осені 2009 року на 4-х станціях ділянки «Кільцева дорога» — «Івана Лепсе» будуються накриття над пасажирськими платформами і ведеться ремонт підземних переходів. Біля станції «Гната Юри» побудований додатковий трамвайний поворот від Кільцевої дороги у напрямку депо.
Терміни закінчення реконструкції лінії постійно переносилися, і замість запланованого кінця 2009 року перша черга була відкрита 16 жовтня 2010 року. Через кілька днів 12 з 13 станцій трамвая були відкриті для пасажирів.
Окрім двох наявних маршрутів № 1 і № 3 було відкрито також новий — № 2 з Кільцевої дороги на Михайлівську Борщагівку.
На думку керівників Київгенплану, реконструкція Борщагівської лінії швидкісного трамвая призвела до втрати «головної переваги первісного проєкту — забезпеченні дійсно швидкісного руху за рахунок системи автоматизації регулювання руху, якої більше немає. Вартість і якість проведеної „реконструкції“ — тема окремого розслідування».

### Розбудова лівобережної лінії (2010—2013)

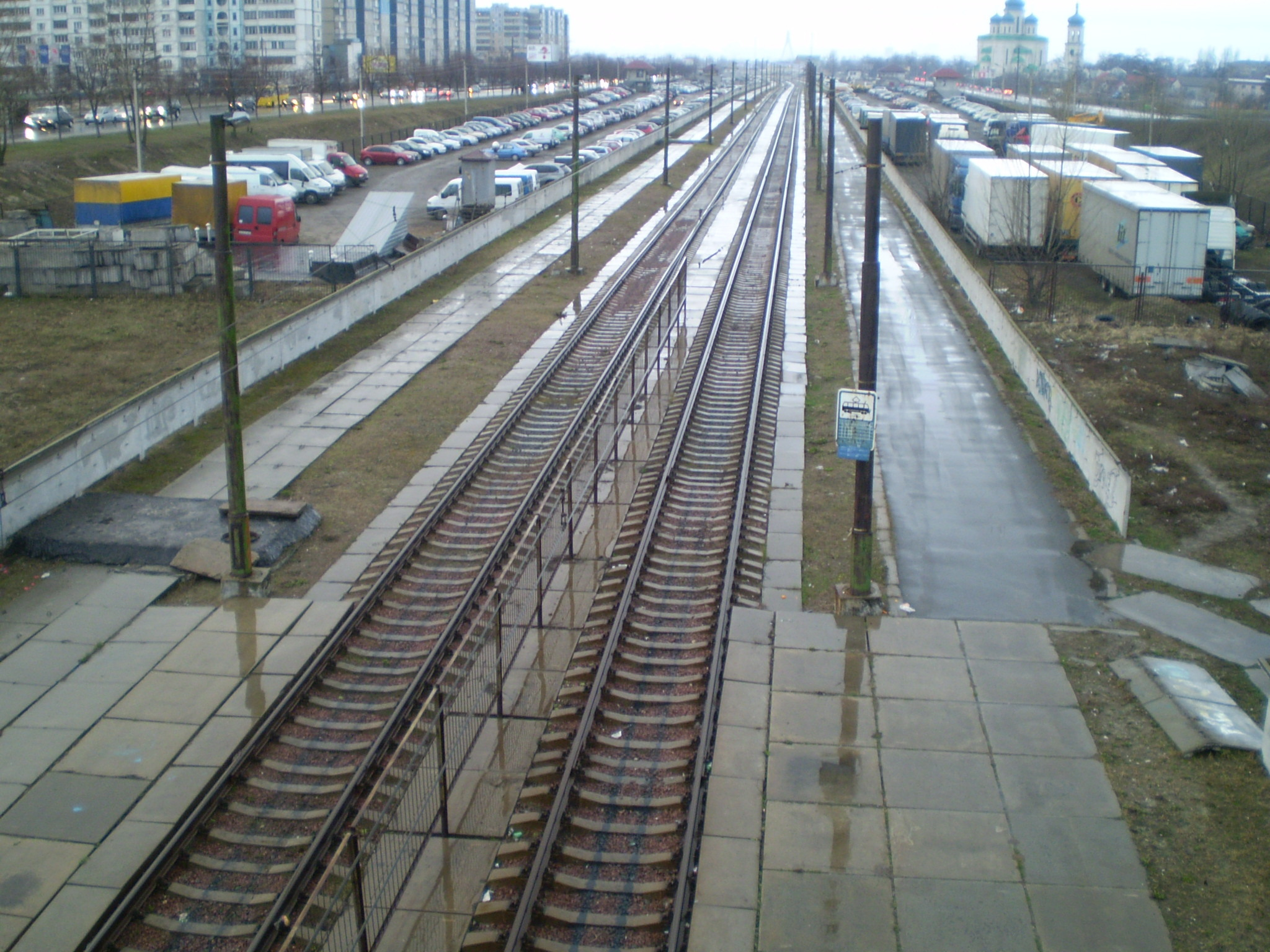
Панорама лівобережної лінії швидкісного трамвая на Троєщині

1 січня 2009 року рух на лівобережній лінії було скасовано Початково планувалося, що в майбутньому, замість лівобережного швидкісного трамвая, на його місці проляже Лівобережна лінія Київського метро. 2010 року міська влада вирішила відкласти спорудження метро і продовжити трамвайну колію до з. п. Троєщина, проте здійсненню цих планів довгий час заважав водозабір, три водоводи і гаражний кооператив. Тому тривалий час роботи просувались досить повільно, і зрештою було вирішено трамвайну лінію до платформи «Троєщина» не будувати, а створити новий пересадковий вузол з трамвая на міську електричку. Лише на початку 2012 року було розібрано розворотне кільце за станцією Романа Шухевича і почалось прокладання колій до нової залізничної платформи, спорудження якої розпочалося одночасно з подовженням трамвайної лінії.
У 2012 році лінію було подовжено на одну станцію — Троєщину-2, яка розташувалась поряд з новозбудованою однойменною станцією міської електрички. 24 жовтня відбулося урочисте відкриття, а 25 жовтня лінія була відкрита для пасажирського руху. Були запущені два маршрути — № 4, який став суто швидкісним і пролягає лише по вул. Оноре де Бальзака до станції «вул. Милославська», та № 5, що курсує по вулицях Оноре де Бальзака, Милославській та Закревського до зупинки «Вулиця Сержа Лифаря», яка розташована на перетині вулиць Лифаря і Закревського. З трамваїв маршруту № 5 можливо пересісти на трамваї № 28, 33 і 35. До 31 січня 2013 року проїзд був безкоштовним.

### Перебої в роботі (2010-ті)
Восени 2016 року частково закрито на реконструкцію і обмежено рух трамваїв вулицею Володимира Покотила. З 4 жовтня по 11 грудня було закрито маршрут № 1 та запущено автобусний маршрут № 1Т в межах Борщагівки. Одночасно було закрито на реконструкцію станцію «Генерала Потапова» і відкрито врешті лише 20 квітня 2018.
Попри проведені ремонтні роботи у 2018—2019 роках рух швидкісних трамваїв неодноразово припинявся через сходження трамваїв з рейок (напр. 12.06.201813.03.2019, 16.05.2019).
22 червня 2019 року борщагівський швидкісний знову було закрито, цього разу — через ремонт шляхопроводу на з'єднанні проспектів Комарова та Леся Курбаса.
1 жовтня борщагівський швидкісний трамвай відновив роботу, проте вже наступного дня після відкриття руху рух трамваїв призупинявся через сходження з рейок трамваю. Сходження трамваїв з рейок відбувалися й надалі — 16.10.2019 та 26.04.2021

### Перспективи продовження
Наприкінці 2016 року з'явилась інформація про продовження лінії швидкісного трамвая до Палацу спорту відповідно до рекомендації Світового банку. 29 січня 2018 року відбулося громадське обговорення проєкту, в ході якого було розглянуто сім варіантів, що передбачають будівництво лінії вулицею Саксаганського або Жилянською, або в одну сторону Жилянською, а назад — Саксаганського, деякі варіанти пропонують кінцеву зробити біля площі Українських Героїв. 12 березня 2020 року міський голова Віталій Кличко підписав розпорядження щодо будівництва лінії.

## Інфраструктура

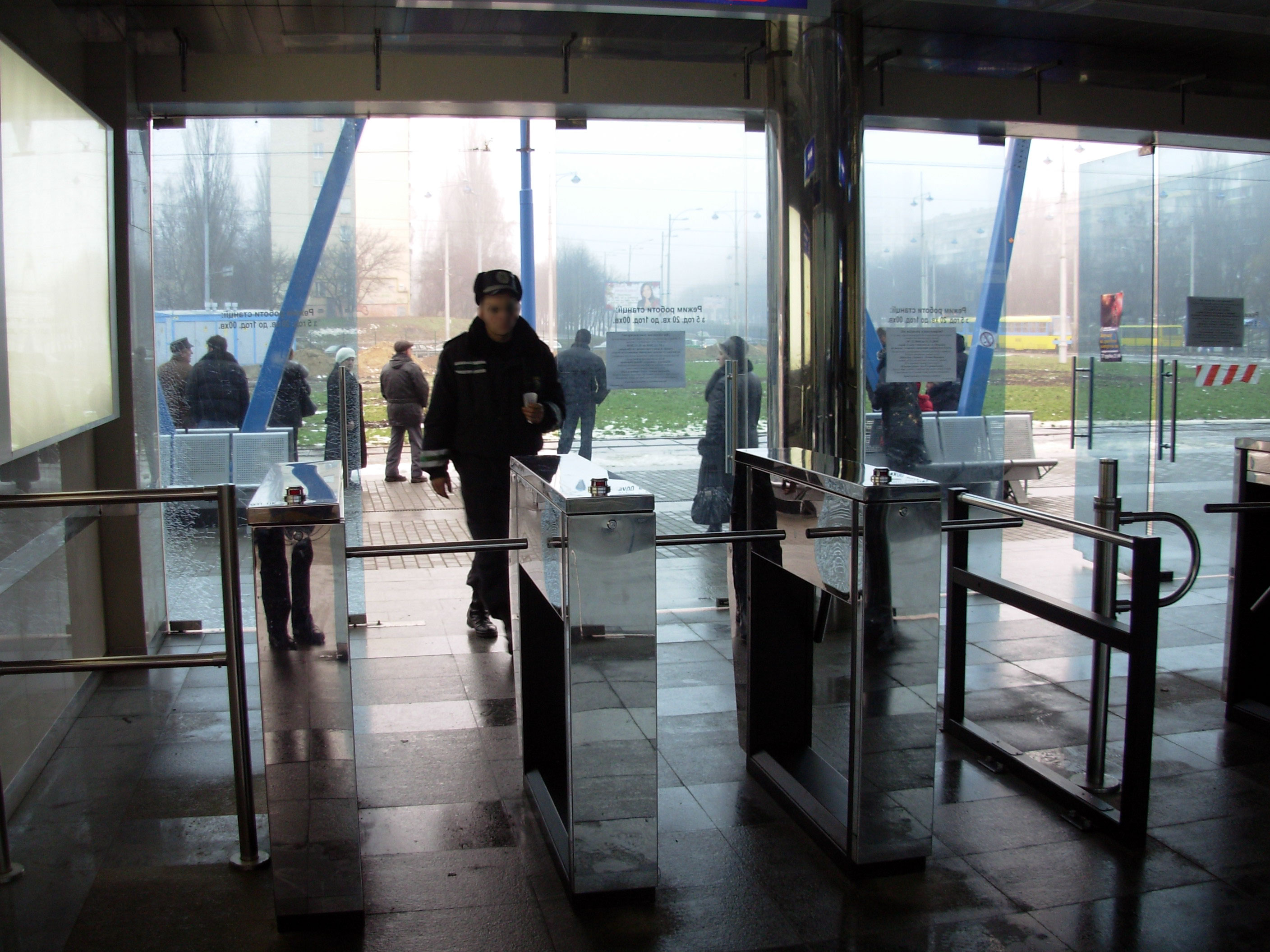
Турнікети для оплати проїзду на станції «Кільцева дорога»

### Правобережна лінія
Правобережна лінія київського швидкісного трамвая налічує 12 станцій швидкісного трамвая, одну закриту станцію та сім станцій звичайного трамвайного сполучення. Лінія від станції «Кільцева дорога» до станції «Площа Галицька» відділена від проїжджої частини, що унеможливлює перешкоди на шляху вагонів, тобто повністю відповідає стандартам[яким?] швидкісного трамвая. Лінія від зупинки «Михайлівська Борщагівка» до повороту на перегоні між станціями «Гната Юри» та «Жуля Верна» є звичайною трамвайною лінією зі світлофорами і перехрестями. Відповідно єдиним повністю швидкісним маршрутом правобережної лінії є лише № 3.
Для оплати проїзду для проходу на станції встановлені спеціальні турнікети.
Лінію обслуговує переведене з центру міста на Борщагівку (збудоване у 2004–2005 роках) Трамвайне депо імені Шевченка (пр-т Академіка Корольова, 7).

### Лівобережна лінія
Лівобережна лінія налічує 7 станцій швидкісного трамвая, вісім станцій звичайного трамвайного сполучення і недобудований пункт технічного обслуговування. Лінія відділена від проїзної частини парканом, що унеможливлює перешкоди на шляху вагонів, тому повністю відповідає стандартам швидкісного трамвая.

## Маршрути
| № | Станції та зупинки |
| - | --- |
| 1 | зуп. «Михайлівська Борщагівка» — ст. «Вахтанга Кікабідзе» — ст. «Вулиця Олександра Махова» — ст. «Вулиця Зодчих» — ст. «Бульвар Миколи Руденка» — ст. «Вулиця Василя Доманицького» — ст. «Гната Юри» — ст. «Івана Дзюби» — ст. «Вацлава Гавела» — ст. «Академіка Шалімова» — ст. «Національний авіаційний університет» — ст. «Індустріальна» — ст. «Олекси Тихого» — ст. «Політехнічна» — ст. «Площа Галицька» — ст. «Старовокзальна»                  |
| 2 | зуп. «Проспект Академіка Корольова» — зуп. «Михайлівська Борщагівка» — ст. «Вахтанга Кікабідзе» — ст. «Вулиця Олександра Махова» — ст. «Вулиця Зодчих» — ст. «Бульвар Миколи Руденка» — ст. «Вулиця Василя Доманицького» — ст. «Жуля Верна» (висадка) — ст. «Кільцева дорога» (тимчасово посадка/висадка не здійснюється) |
| 3 | Ст. «Кільцева дорога» (тимчасово посадка/висадка не здійснюється) — ст. «Жуля Верна» — ст. «Гната Юри» — ст. «Івана Дзюби» — ст. «Вацлава Гавела» — ст. «Академіка Шалімова» — ст. «Національний авіаційний університет» — ст. «Індустріальна» — ст. «Олекси Тихого» — ст. «Політехнічна» — ст. «Площа Галицька» — ст. «Старовокзальна» |
| 4 | ст. «Райдужний» — ст. «Романа Шухевича» — ст. «Каштанова» — ст. «Рональда Рейгана» — ст. «Сержа Лифаря» — ст. «Олександри Екстер» — ст. «Милославська» |
| 5 | ст. «Райдужний» — ст. «Романа Шухевича» — ст. «Каштанова» — ст. «Рональда Рейгана» — ст. «Сержа Лифаря» — ст. «Олександри Екстер» — ст. «Милославська» — зуп. «Вулиця Милославська» — зуп. " Храм на честь Ікони Божої Матері «Всецариця» — зуп. «Ліцей № 293» — зуп. «Мікрорайон № 20» — зуп. «РПС» — зуп. «Соцзабезпечення» — зуп. «Поліклініка» — зуп. «Бульвар Леоніда Бикова» — зуп. «Бульвар Володимира Висоцького» — зуп. «Вулиця Сержа Лифаря» |

На час карантинних обмежень з 23 березня 2020 року рішенням КМДА кількість трамвайних маршрутів було скорочено. Правобережною лінією курсував лише трамвайний маршрут № 1 "Михайлівська Борщагівка — станція «Старовокзальна»; а лівобережною — маршрут № 28-Д "Просп. Ватутіна — ст. м. «Позняки». З 23 травня 2020 року рух усіх маршрутів було відновлено.